# Al-Biruni (månkrater)
Al-Biruni är en nedslagskrater som ligger på den bortre sidan av månen (den sida som aldrig är vänd mot Jorden), strax bortom den östra randen. Denna del av ytan är ibland synlig på grund av månens libration, men på grund av dess placering syns kratern då från sidan. Al-Biruni ligger söder om kratern Joliot och nordost om kratern Goddard.
Al-Birundis kraterrand formar en något irreguljär cirkel, med en mindre utbuktning i den nordöstra kraterväggen och en något bredare inre kratervägg till väster. Kratergolvet är relativt platt med ett fåtal mindre kratrar som gjort märken på ytan. Den mest utmärkande av dessa är Al-Biruni C nära den nordöstra kraterväggen.

## Satellitkratrar
På månkartor är dessa objekt genom konvention identifierade genom att placera ut bokstaven på den sida av kraterns mittpunkt som är närmast kratern Al-Biruni.
| Al-Biruni | Latitud | Longitud | Diameter |
| --------- | ------- | -------- | -------- |
| C         | 18.4° N | 93.0° Ö  | 9 km     |